# 1935
1935 (MCMXXXV) je bilo navadno leto, ki se je po gregorijanskem koledarju začelo na torek.

## Dogodki
- 1. januar - italijanski koloniji Tripoli in Cirenajka sta združeni v Libijo.
- 7. januar - italijanski premier Benito Mussolini in francoski zunanji minister Pierre Laval podpišeta sporazum, da državi ne bosta nasprotovali kolonialnim zahtevam druga druge.
- 13. januar - prebivalci Posarja na plebiscitu z veliko večino podprejo pridružitev Nemčiji.
- 28. januar - Islandija postane prva država, ki legalizira splav iz medicinskih razlogov.
- 16. marec - Tretji rajh uvede vojaško obveznost in se prične ponovno oboroževati v nasprotju z Versajskim sporazumom.
- 14. april - Francija, Združeno kraljestvo in Italija se dogovorijo za status quo.
- 2. maj - Francija in Sovjetska zveza podpišeta pogodbo o medsebojni pomoči.
- 31. maj - potres z močjo 7,1 po Richterjevi lestvici uniči mesto Quetta v današnjem Pakistanu; umre okrog 40.000 ljudi.
- 18. junij - Tretji rajh in Združeno kraljestvo podpišeta pomorski sporazum; nemška površinska flota ne sme presegati 35 % moči kraljeve vojne mornarice
- 4. julij - RMS Mauretania po 28 letih službe odpluje v Rosthy na razrez.
- 31. avgust - po ozkotirni železnici med Trstom in Porečem zapelje zadnji vlak.
- 3. oktober - Italija napade Etiopijo
- 11. oktober - RMS Olympic po 24 letih službe odpluje v Jarrow na razrez.

## Rojstva
- 8. januar - Elvis Presley, ameriški pevec in filmski igralec († 1977)
- 3. marec - Michael Walzer, ameriški politični filozof
- 1. maj - Mira Voglar, slovenska skladateljica in pedagoginja
- 14. maj - Rudi Šeligo, slovenski pisatelj, dramatik, esejist in politik († 2004)
- 4. junij - Franc Ankerst, slovenski besedilopisec in glasbenik († 2018)
- 23. junij - Aleš Kunaver, slovenski alpinist in gorski vodnik († 1984)
- 6. julij - Tenzin Gyatso, tibetanski budistični menih, 14. dalajlama
- 25. avgust - David Ruelle, belgijsko-francoski fizik
- 11. september - German Stepanovič Titov, ruski kozmonavt († 2000)
- 1. oktober - Julie Andrews, ameriška igralka
- 5. oktober - Mirko Ramovš, slovenski etnokoreolog († 2023)
- 6. oktober - Ernesto Laclau, argentinski politolog in zgodovinar († 2014)
- 12. oktober - Luciano Pavarotti, italijanski tenorist († 2007)
- 8. november - Alain Delon, francoski filmski igralec († 2024)
- 1. december - Viktor Brjuhanov, ukrajinski arhitekt in inženir († 2021)

## Smrti
- 3. februar - Hugo Junkers, nemški inženir, izumitelj, letalski konstruktor in podjetnik (* 1859)
- 19. februar - Jožef Čarič slovenski (prekmurski) politik in duhovnik (* 1866)
- 10. april - Henrik Tuma, slovenski odvetnik, politik, publicist, planinec in jezikoslovec (* 1858)
- 11. april - Fran Krapež, slovenski mecen in častni občan Ljubljane (* 1864)
- 12. maj - Józef Piłsudski, poljsk maršal in politik (* 1867)
- 14. maj - Magnus Hirschfeld, nemški nevrolog, seksolog (* 1868)
- 30. avgust - Henri Barbusse, francoski pisatelj in novinar (* 1873)
- 19. september - Konstantin Edvardovič Ciolkovski, ruski matematik, fizik, letalski in raketni konstruktor, inženir (* 1857)
- 26. september - Ivan Perša, slovenski rimskokatoliški župnik in pisatelj na Madžarskem (* 1861)
- 22. oktober - Soghomon Gevorki Soghomonjan - Komitas Vardapet, armenski duhovnik, skladatelj in muzikolog (* 1869)
- 4. december - Charles Robert Richet, francoski fiziolog in zdravnik, nobelovec (* 1850)
- 13. december - Victor Grignard, francoski kemik, nobelovec (* 1871)

## Nobelove nagrade
- Fizika - James Chadwick
- Kemija - Frédéric Joliot-Curie, Irène Joliot-Curie
- Fiziologija ali medicina - Hans Spemann
- Književnost - ni bila podeljena
- Mir - Carl von Ossietzky